# Laurence Bostock
Laurence Bostock (Sutton Coldfield, 11 augustus 1999) is een Brits skeletonracer.

## Carrière
Bostock maakte zijn debuut in het seizoen 2019/20 waar hij deelnam aan een wereldbekerwedstrijd, in de eindstand werd hij 40e. Het jaar erop nam hij opnieuw maar in een wedstrijd deel op het hoogste niveau en eindigde 41e in de einduitslag. In het seizoen 2021/22 kreeg hij opnieuw maar in een wedstrijd startrecht en werd in de einduitslag 36e.

## Resultaten

### Wereldbeker
Eindklasseringen
| Seizoen   | Rang |
| --------- | ---- |
| 2019/2020 | 40e  |
| 2020/2021 | 41e  |
| 2021/2022 | 36e  |
| 2022/2023 | 21e  |